# ديميتري ماغنوليكي بيسيكي
ديمتري ماغنوليكي بيسكي (بالفرنسية: Dimitri Magnoleke Bissiki)‏ هو لاعب كرة قدم كونغولي يلعب حاليًا لصالح نادي اي سي ليوباردز.

## المسيرة الدولية
في يناير 2014، استدعاه المدرب كلود لو روا لقائمة منتخب جمهورية الكونغو للمشاركة في بطولة أمم أفريقيا للمحليين 2014.

## روابط خارجية
- ديميتري ماغنوليكي بيسيكي على موقع قاعدة بيانات كرة القدم.إي يو (الإنجليزية)
- ديميتري ماغنوليكي بيسيكي على موقع ناشيونال فوتبول تيمز (الإنجليزية)
- ديميتري ماغنوليكي بيسيكي على موقع Soccerway.com (الإنجليزية)